# Francis André (collaborateur)
Pour les articles homonymes, voir Francis André et André.
Charles Francis André ou Francis André dit Gueule Tordue, né le 25 février 1909 à Lyon, où il est mort fusillé le 9 mars 1946 au Fort de la Duchère, est un collaborateur et membre du Parti populaire français,.
Il est le fondateur du Mouvement national antiterroriste (MNAT), officine lyonnaise de la Gestapo, composée principalement de repris de justice. Travaillant entre autres à la solde de la Gestapo lyonnaise, il a reconnu 120 assassinats lors de son procès conclu le 19 janvier 1946 par sa condamnation à mort. Il est l'un des responsables de la Saint-Barthélemy grenobloise. Il a pratiqué la torture pendant toute la durée de la guerre, notamment auprès de Klaus Barbie.

## Biographie
André Charles Francis, alias Gueule Tordue (en raison d'une paralysie faciale entraînée par un accident de voiture alors qu'il est adolescent), naît le 25 février 1909 à Lyon
Avant la Seconde Guerre mondiale il est un délinquant et un boxeur amateur.
La mise en place du régime de Vichy lui permet d'exprimer son fanatisme politique, il adhère rapidement à la collaboration.
Dès l’été 1940, il s’attaque à des commerces juifs à Lyon. Grâce à sa carrure imposante, il est dans un premier temps le garde du corps de Jacques Doriot, dirigeant du PPF (Parti populaire français), le parti le plus collaborationniste de France. Par la suite, il devient l’un des gardes du corps du maréchal Pétain. Son dévouement au régime le pousse même à rejoindre la LVF (Légion des volontaires français contre le bolchevisme), une légion créée par Vichy pour aider l'armée allemande, notamment sur le front de l'Est contre l'Union soviétique. Il y acquiert de l’expérience qui lui permet à partir de l’hiver 1943, de retour en France, de détruire des groupes résistants avec le groupe qu’il forme appelé le MNAT (Mouvement National Anti-Terroriste). Ce groupe est composé de membres du PPF, de la milice et même de gangsters et de prostituées, et reçoit des missions de la part des SS.
Sa mission la plus célèbre se déroulée à Grenoble où il massacre des résistants du 25 au 30 mai 1943. Les corps gisants dans les rues, les habitants appellent cet événement la semaine rouge. Ce genre de pratique a pour but de dissuader les citoyens de rejoindre la résistance. En 1944, il continue ses rafles (arrestations massives), mais par crainte du débarquement en Provence (août 1944) il fuit Lyon.
Toutefois durant l’épuration il est retrouvé et arrêté dans le Nord de l’Italie puis jugé au tribunal de Lyon en janvier 1946. Il avoue avoir commis des pillages, des tortures et des viols avec son groupe ainsi que 120 à 160 assassinats, cependant on suppose qu’il ne révèle pas l’entièreté de ses crimes.
Il est condamné à mort et fusillé le 9 mars 1946.